# Foundations of Economic Analysis
Foundations of Economic Analysis is een boek van Paul A. Samuelson dat in 1947 werd gepubliceerd door Harvard University Press. In de versie uit 1983 werd het boek nog uitgebreid. Het boek beoogde een gemeenschappelijke wiskundige structuur aan te tonen die ten grondslag lag aan meerdere deelgebieden van de economie: maximaliserend gedrag van economische agenten (zoals in het nut door consumenten en in de winsten door bedrijven) en de stabiliteit van evenwichten in economische systemen (zoals markten of de gehele economie). Naast andere bijdragen leverde het boek met name een bijdrage aan de theorie van de indexcijfers en de veralgemeende welvaartseconomie. 
Foundation of Economic Analysis is vooral bekend voor het opstellen van de definitieve geformaliseerde kwalitatieve en kwantitatieve versies van de "comparatieve statica"-methode bij het berekenen van hoe een wijziging in een enkele parameter (bijvoorbeeld een verandering in de belastingvoet) van invloed kan zijn op een economisch systeem. Een van zijn  belangrijkste inzichten in de comparatieve statica, dat het correspondentieprincipe wordt genoemd, stelt dat de stabiliteit van een evenwicht toetsbare voorspellingen impliceert over hoe dit evenwicht verandert onder invloed van een wijziging in een of meer van de parameters. 